# Ilan Ramon

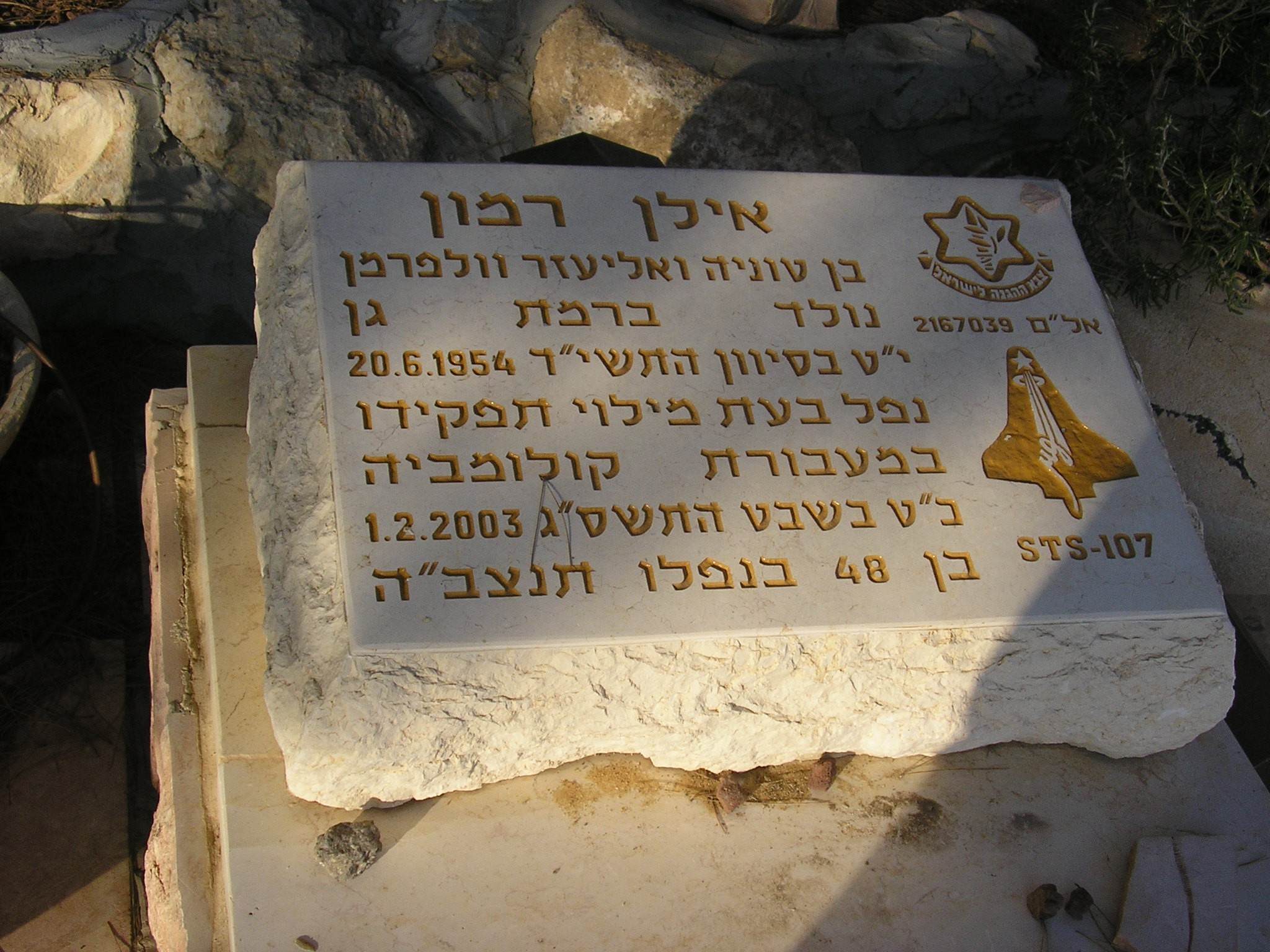

Ilan Ramon (nacido Ilan Wolferman, 20 de junio de 1954 - 1 de febrero de 2003) fue coronel de la Fuerza Aérea Israelí y astronauta de la NASA.

## Biografía

### Juventud
Nacido en Ramat Gan, Israel, Ramon se graduó de la preparatoria en 1972 y en 1987 obtuvo una licenciatura en ingeniería electrónica y computación de la Universidad de Tel Aviv, Israel. Ilan Ramon se graduó como piloto de combate en la Escuela de Vuelo de la Fuerza Aérea Israelí (IAF). Inmediatamente después de su graduación combatió en la guerra de Yom Kipur, en 1973, con apenas 19 años de edad.

### Servicio militar y vida militar
Desde 1974 hasta 1976, Ramon participó en Entrenamiento Básico y Operaciones en un A-4. Desde 1976-1980 dedicó su tiempo al entrenamiento y operaciones en el Mirage III-C. 
En 1980, como perteneciente al equipo del establecimiento de la IAF del primer Escuadrón de F-16, asistió al Curso de Entrenamiento de F-16 en la Base Aérea de Hill, Utah. 
Desde 1981 hasta 1983, sirvió como Vicecomandante del Escuadrón B para el Escuadrón del F-16. En este período participó en el escuadrón de caza-bombarderos que destruyó el reactor nuclear de Osiraq en Irak en 1981, y en 1982 participó en misiones de combate aéreo en el Líbano, durante la Operación Paz para Galilea.
Desde 1983 hasta 1987 Ramón asistió a la Universidad de Tel Aviv. Desde 1988 hasta 1990 sirvió como Vicecomandante A para el Escuadrón de F-4 Phantom. Durante 1990, asistió al Curso de Comandantes de Escuadrón. Desde 1990 hasta 1992 sirvió como Comandante de Escuadrón para el Escuadrón F-16. 

#### Ascenso
En el período de 1992-1994, fue director de la División del Departamento de Operaciones de Requerimientos. En 1994, fue ascendido al rango de Coronel y asignado como Director del Departamento de Operaciones de Requerimientos para el Desarrollo y Adquisición de Armas. Estuvo en este puesto hasta 1998.
El coronel Ramon acumuló más de 3000 horas de vuelo en el A-4, el Mirage III-C y más de 1000 horas de vuelo en el F-16.

### Experiencia en la NASA
Ramon fue seleccionado como Especialista de Carga. Recibió entrenamiento para una misión del Transbordador Espacial con una carga que incluía una cámara multiespectral para el registro de aerosoles en zonas desérticas. En julio de 1998 comenzó el entrenamiento en el Centro Espacial Johnson en Houston, donde recibió entrenamiento hasta 2003. Voló a bordo de la misión STS-107 y registró 15 días, 22 horas y 20 minutos en el espacio.

### Experiencia en vuelos espaciales
En el marco de la Misión STS-107 Columbia (16 de enero de 2003 – 1 de febrero de 2003) participó como tripulante de la misma, y durante dicha misión, de 16 días de duración; la cual estuvo dedicada a la investigación científica a la cual se le destinó las 24 horas del día en dos turnos alternantes, la tripulación llevó a cabo de manera exitosa cerca de 80 experimentos. 
La misión terminó en tragedia, cuando el Transbordador Espacial Columbia se desintegró durante la reentrada sobre el cielo del suroeste de los Estados Unidos cuando sólo faltaban 16 minutos para el aterrizaje. La causa de esta tragedia tuvo origen el día del lanzamiento, cuando un trozo de espuma aislante del Tanque Externo se desprendió y dañó la parte inferior del ala izquierda del Orbitador, arrancando algunas losetas de protección térmica. En el día de la reentrada, la ausencia de estas losetas ocasionó el recalentamiento de la estructura interna, provocando la desestabilización y consecuente desintegración de la nave, matando a sus 7 tripulantes.
Durante el viaje, Ilan Ramon llevaba como recuerdo un dibujo del joven judío checo Petr Ginz, que se ha convertido en un símbolo del Holocausto. Ilan Ramon murió en la tragedia del Columbia el 1 de febrero de 2003 sobre el sur de los Estados Unidos, 16 minutos antes del aterrizaje, dejando esposa y cuatro hijos. En el sitio de caída de los restos del transbordador le fue dedicado un memorial.

## Reconocimientos
Fue condecorado póstumamente con la Medalla Espacial de Honra del Congreso de los Estados Unidos y es oficialmente reconocido como Héroe Nacional de Israel.